# اعمال قدیسین

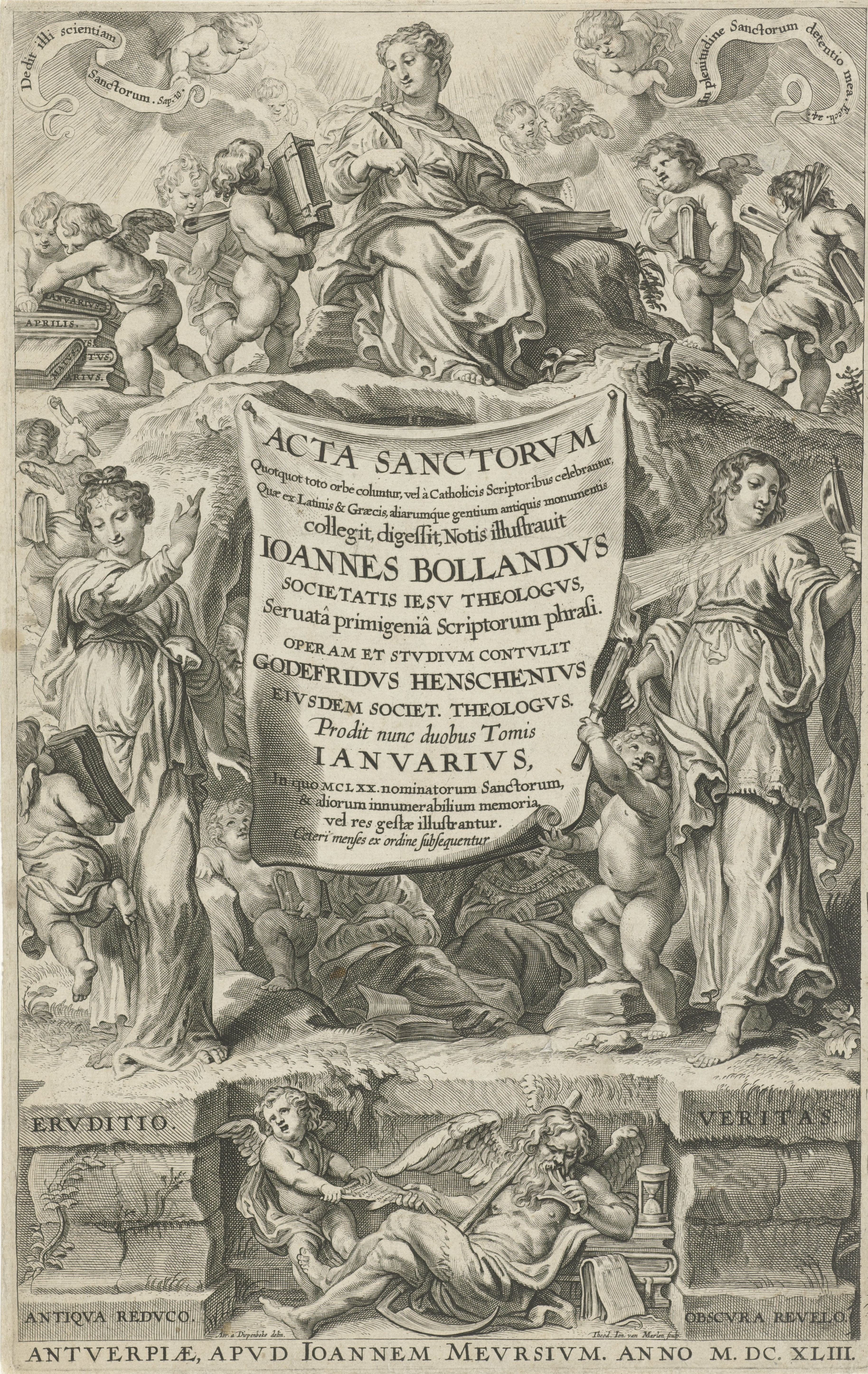
اعمال قدیسین، جلد ژانویه، منتشرشده در ۱۶۴۳

اعمال قدیسین یا «کردارهای آمرزیدگان» (به لاتین: Acta Sanctorum) یک متن دائرةالمعارفی در ۶۸ جلد رحلی از اسناد است که زندگانی قدیسان مسیحی را بررسی می‌کند و در اصل یک قدیس‌نگاری انتقادی است که بر پایهٔ تقویم قدیسان تنظیم شده است. این پروژه توسط هریبرت روزویده، یسوعی، طراحی و آغاز شد. پس از مرگ او در ۱۶۲۹، دانشمند یسوعی‌ها جان بولاند (به لاتین: Bollandus، زادهٔ ۱۵۹۶ – درگذشتهٔ ۱۶۶۵) کار را ادامه داد و این اثر به‌تدریج در طی قرن‌ها توسط بولاندیست‌ها تکمیل شد و آن‌ها همچنان به ویرایش و انتشار اعمال قدیسین ادامه می‌دهند.
بولاندیست‌ها ابتدا در آنتورپ و سپس در بروکسل سرپرستی این پروژه را بر عهده داشتند. اعمال قدیسین با دو جلد مربوط به ماه ژانویه (برای قدیسانی که روز بزرگداشتشان در ژانویه است) در سال ۱۶۴۳ آغاز شد. از ۱۶۴۳ تا ۱۷۹۴، پنجاه‌وسه جلد رحلی از اعمال قدیسین منتشر شد که قدیسان از ۱ ژانویه تا ۱۴ اکتبر را پوشش می‌داد. زمانی که حاکم هابسبورگی سرزمین‌های پست در ۱۷۸۸، یسوعیان را منحل کرد، کار در صومعه تونگرلو ادامه یافت. پس از تأسیس پادشاهی بلژیک، بولاندیست‌ها اجازه یافتند دوباره گرد هم آیند و از کتابخانه سلطنتی بلژیک در بروکسل کار خود را ادامه دهند. کار اصلی با انتشار پروپیلیوم مربوط به دسامبر در سال ۱۹۴۰ پایان یافت.
علاوه بر حجم شگفت‌انگیز مطالب زندگینامه‌ای که به‌طور گسترده تحقیق شده بود، اعمال قدیسین در به‌کارگیری روش تاریخی-انتقادی نیز گامی نو برداشت.